# Szatmárnémeti Iparos Otthon
A Szatmárnémeti Iparos Otthon a szatmári és a környék kulturális életének egyik fellegvára.

## Története

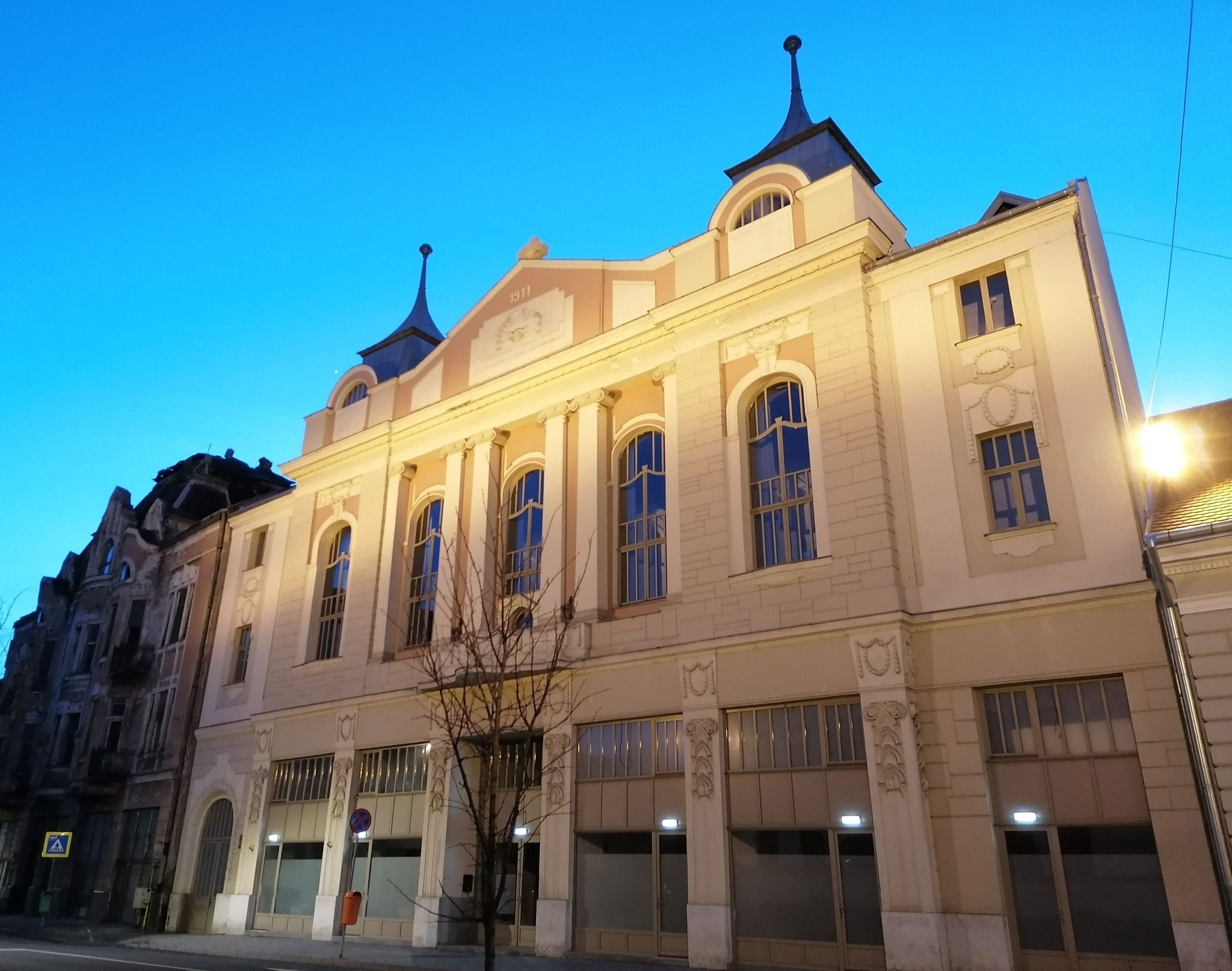
Az Iparos Otthon kora este. 2024

A Szatmárnémeti Iparos Otthon eklektikus épülete 1911-ben készült Tóásó Pál tervei alapján, az építkezést a helyi iparosok finanszírozták. Nem véletlen, hogy ismert budapesti műépítészt kértek fel a tervek elkészítésére, ez a megrendelők igényessége mellett azt is jelzi, hogy megvalósításukat iskolapéldának szánták. A hely a város történetének kulcsfontosságú pontja, itt volt a Szamos kisága, a rajta átívelő „kőhíd”, amely Szatmár és Németi választóvonala volt a 18. század elejéig. Az épület telke a Zárdához hasonlóan a Szamos kiságának egykori medre volt, az alapokat a talajba vert gerendákkal erősítették meg. Az elmúlt évtizedekben állapota nagyon leromlott, a közelmúltban felújították. 
Jelenleg a város egyik reprezentatív, emblematikus épülete, Szatmárnémeti büszkesége.

## Külseje

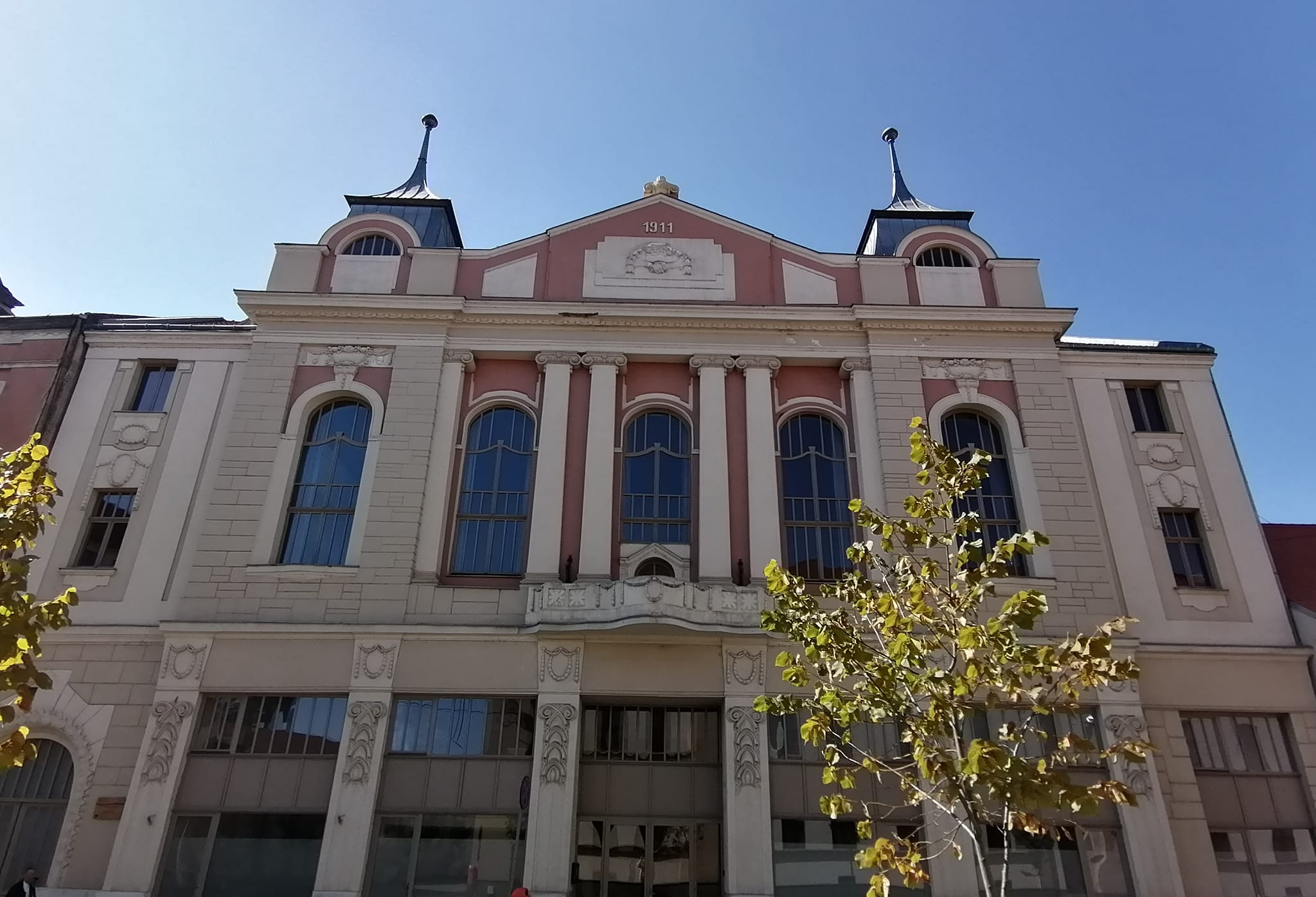
Az Iparos Otthon szemből, bejárat

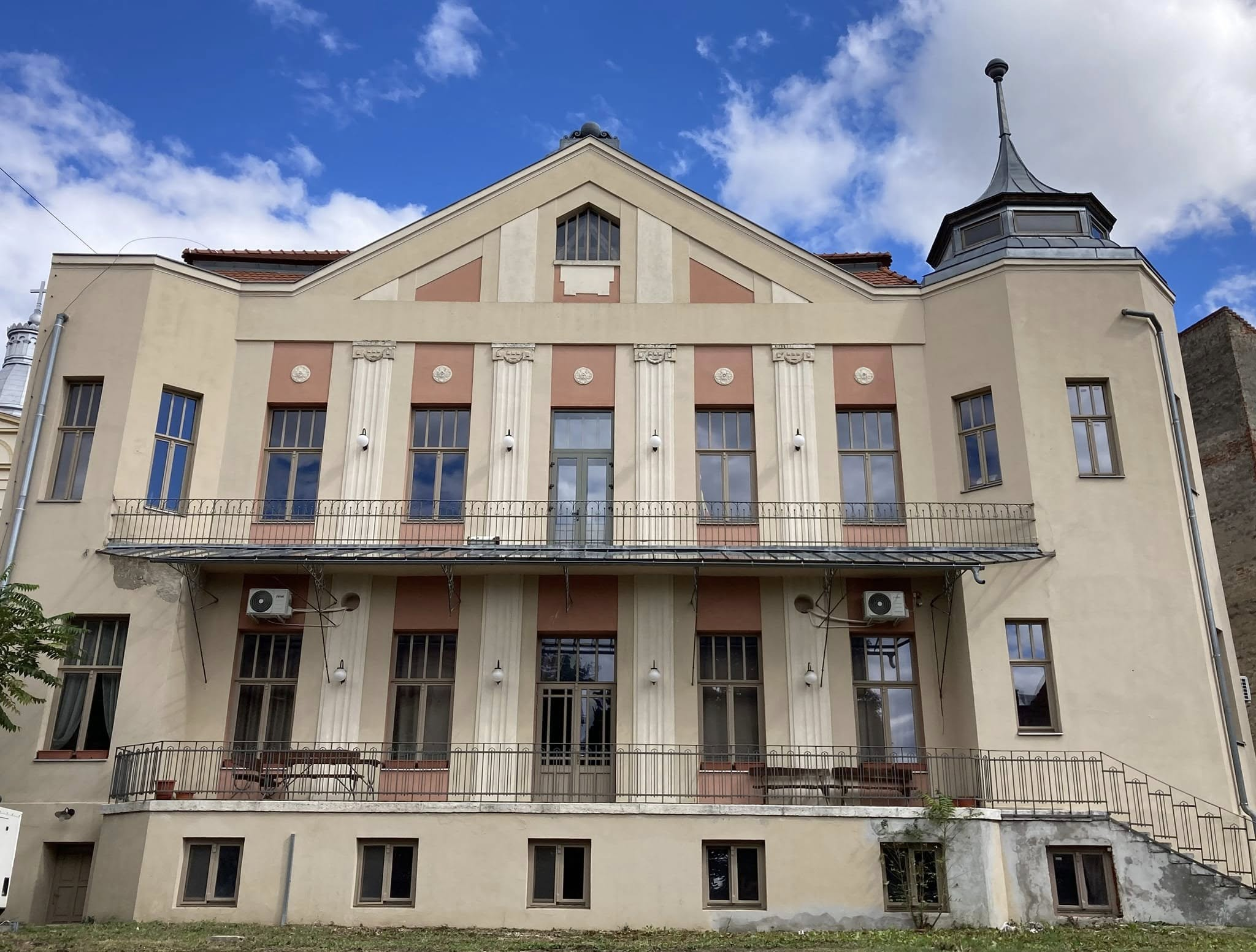
Az Iparos Otthon hátsó része. Régen itt volt a főbejárat

A homlokzatot jón fejezetű, monumentális falpillérek tagolják, köztük öt hatalmas méretű ablak, középen díszes, ívelt vonalú erkély látható. A jón fejezetek, a félkörös ablakok, a timpanonra emlékeztető háromszög alakú homlokzati elem, oromzat, az urna, füzérdíszek az építész historizmushoz közel álló kötődéseiről vallanak, amelyek közé a kordivatnak megfelelően némi szecessziós jelleget is becsempészett, de ez stilárisan nem meghatározó. Monumentális hatású, impozáns, szatmári viszonylatban a szó szoros értelmében lenyűgöző épület jött létre nagy anyagi áldozattal, amely hatott más, hasonló rendeltetésű kezdeményezésekre is. Ennek hatására alakították át többek között a Csizmadiaszín eredetileg dísztelen, egyszerű homlokzatát is.

## Belseje

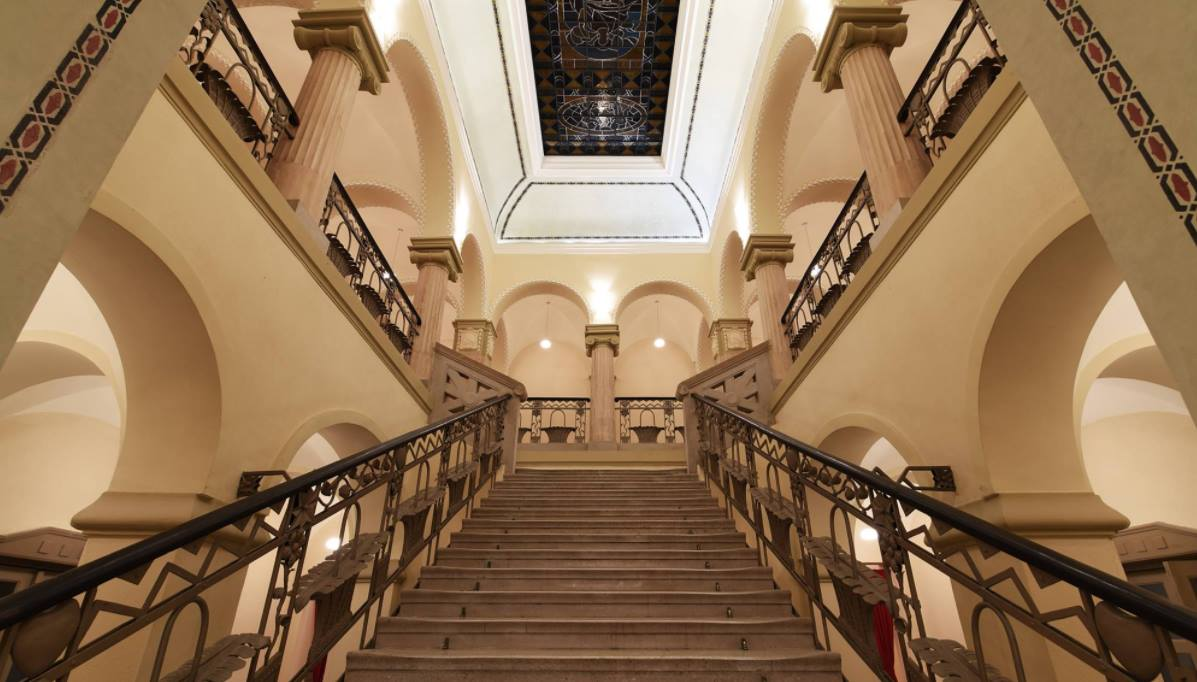
Az Iparos Otthon lépcsőháza

Reprezentatív kulturális központnak szánták, erről árulkodik monumentális lépcsőháza, az előtér oszlopai, a kovácsoltvas lépcsőkorlát, jó minőségű üvegfestménye, gipszkazettás mennyezetű díszterme, amelynek oldalsó falait a különböző mesterségeket, szakmákat jelképező domborművek teszik változatossá. 
A nagyterem színpada, karzata, természetes és mesterséges megvilágítása, az egész belső tér kitűnően elosztott, pragmatikus tagolása teszi sokoldalúan és hosszú távon hasznosíthatóvá ezt a változatossága ellenére is egységes teret. Az épület jelenleg a szatmárnémeti önkormányzat tulajdonában van.

## Az épület, intézmény szerepköre, jelentősége
A 20. század eleji városiasodó, iparosodó Szatmárnémetiben, a céhrendszer felbomló időszakában született a döntés az Iparos Otthon létrehozásáról. Erdélyben, a Partiumban, Szatmárnémetiben több ilyen székház is épült (a városban jóval korábban a Csizmadiaszín, később a Tímár Egyesület székháza) közülük kiemelkedik az Iparos Otthon nemcsak méretével, igényes kinézetével, hanem azzal a megye határain messze túlmutató kulturális, közösséget teremtő és formáló tevékenységgel, amelynek jótékony hatása folyamatos, és amelynek minél szélesebb körű újraélesztése napjainkban is foglalkoztatja a szatmáriakat. Komplex, sokrétű feladathalmazt ellátó intézményről van szó, amelyben működött könyvtár, klub.

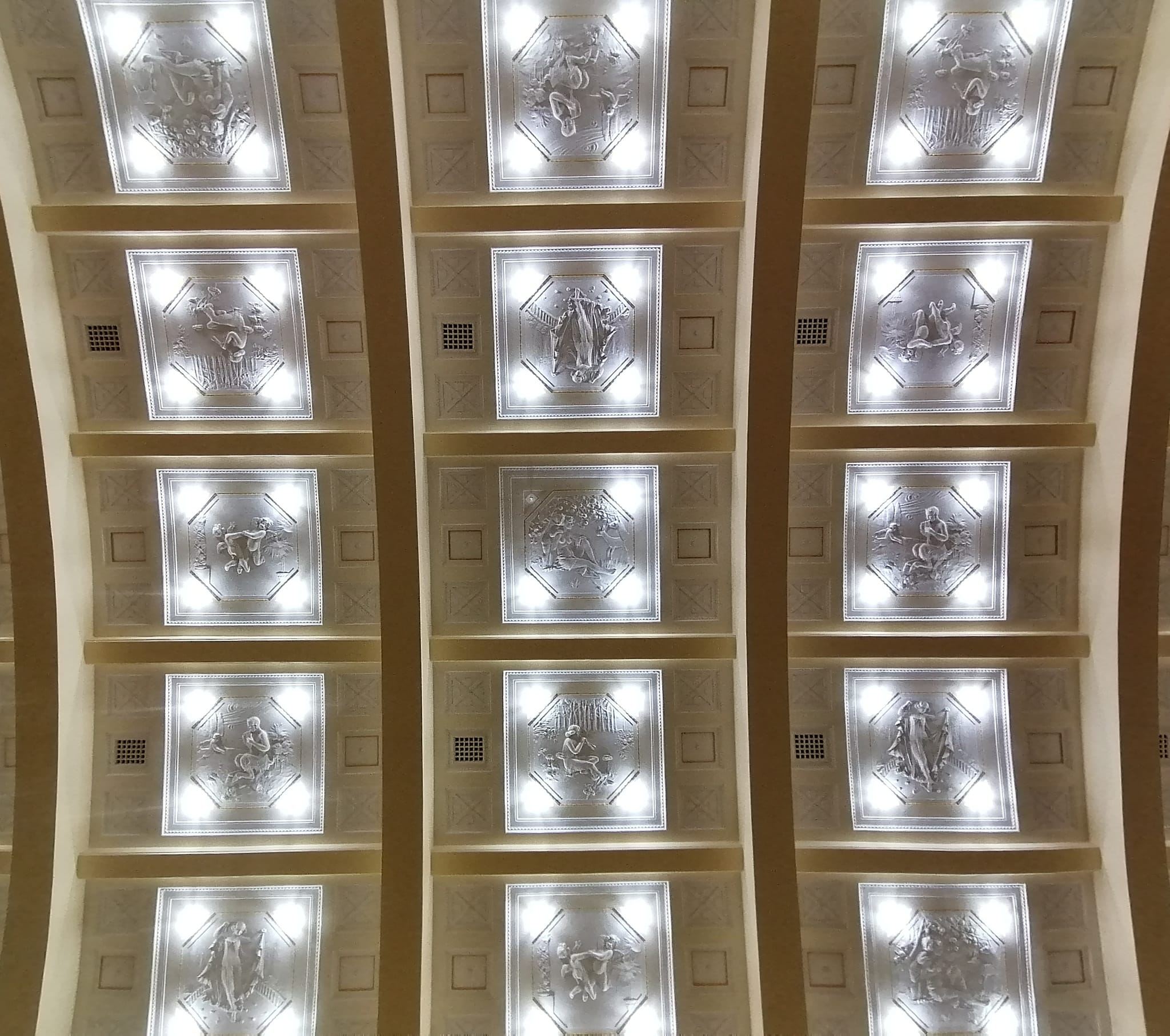
Az Iparos Otthon Ceremónia- vagy Nagyterme a kazettás mennyezettel

Pompás, kazettás mennyezetű, mitológiai jeleneteket ábrázoló domborművekkel ékesített dísztermében bálokat, jótékonysági rendezvényeket, előadásokat, koncerteket, film- és könyvbemutatókat, divatbemutatókat, alkalmi tárlatokat, konferenciákat tartottak és tartanak. A szatmári színház az épülete háborús rongálásainak helyrehozatala idején is itt tartotta előadásait az ötvenes években. A két világháború közötti időszakban, a húszas években itt koncertezett Bartók Béla és George Enescu, itt működött évtizedeken át a kommunizmus éveiben a Popular mozi, az épület belsejében billiárdterem, udvarán egy időben kosárlabdapálya volt. Innen indult az 1989-es változások után Szatmárnémetiben a MADISZ által kezdeményezett táncházmozgalom is.

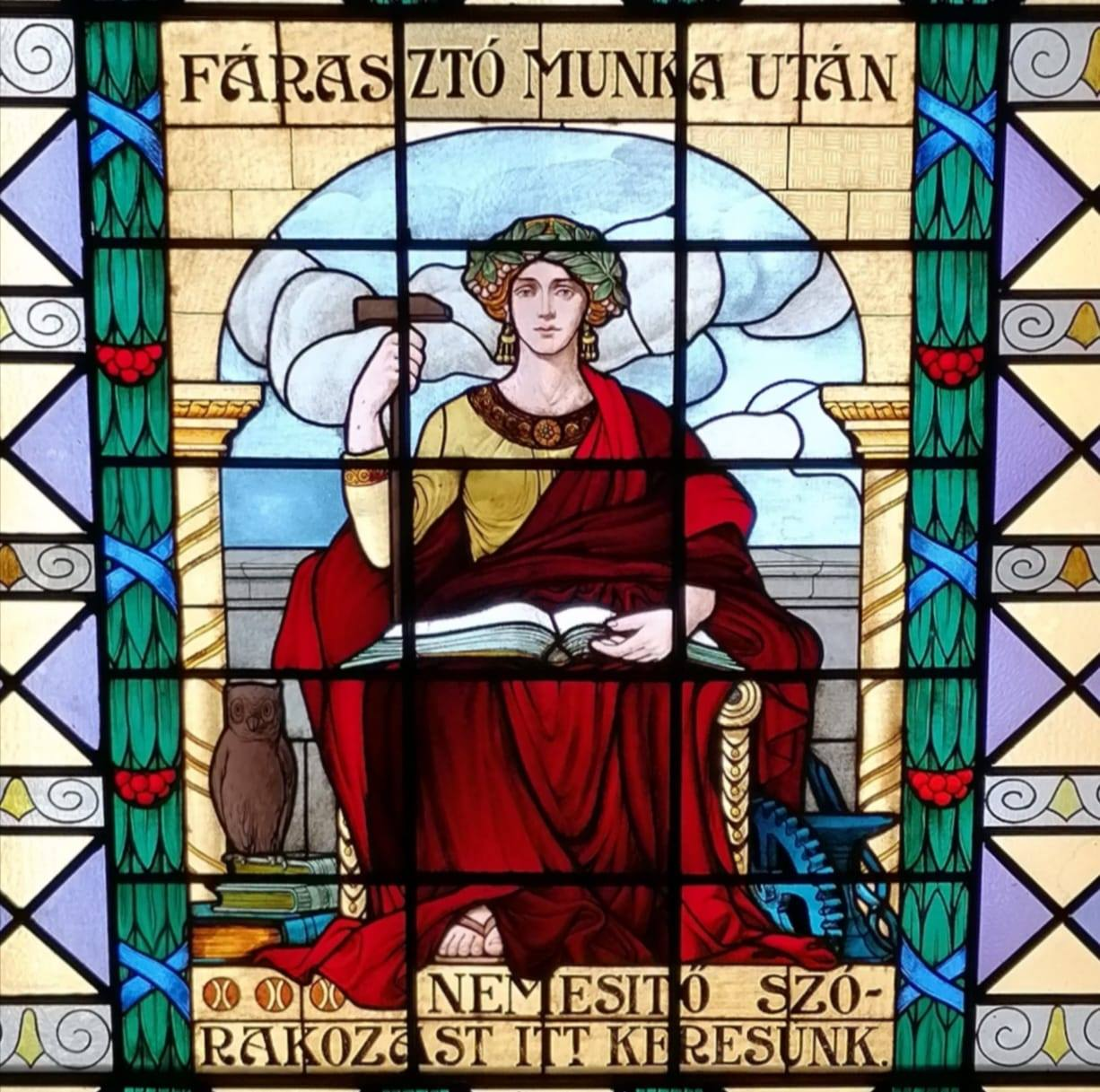
Az Iparos Otthon lépcsőházában található üvegfestmény

Valódi otthona volt a kultúrának, a művelődésnek, amelyet nemcsak az iparosok, hanem a kultúrát, művészetet szerető szatmári polgárok még a kommunizmus éveiben is rendszeresen látogattak. A lépcsőház kiváló üvegfestményének felirata pontosan, világosan jelzi az épület, intézmény rendeltetését: "Fárasztó munka után nemesítő szórakozást itt keresünk."
A reprezentatív, monumentális épület nemcsak kinézetével, hanem az itt zajló kulturális, művészeti életével, rendezvényeivel is felhívta magára nemcsak a szatmáriak, hanem a környező városok figyelmét is. A kimerítő munka után nemes szórakozást nyújtó komplexum gyakran olyan eseményeknek, tárlatoknak, koncerteknek, előadásoknak volt a színtere, amelyek jelentősége messze túlmutatott a megye határain. 
Az épület és az intézmény az idők során viszonyítási alappá, iskolapéldává, a városiasodás, a kulturális felemelkedés jelképévé vált elsősorban az olyan Szatmárnémetihez hasonló kisebb városok számára, amelyek még a 20. század első felében is makacsul őrizték kinézetükkel, az itt lakók életmódjával a falusias jelleget.
A Szatmárnémeti Iparos Otthonban Papp Aurél festőművész, Ady Endre barátja is rendezett kiállítást, ő így mutatta be a várost az épület létrejötte előtt néhány évvel: 

„1903 tavaszán János bátyámat megválasztották Szatmárnémetiben a görög katolikus egyház felekezeti iskolájához tanítónak. (…) Nyugtalan természetem egy napig sem hagyott pihenni, mohón igyekeztem megismerni a várost és a környékét, és kerestem a kapcsolatot az emberekkel. Sivár, poros és igen rendetlen utcákkal szétszaggatott nagy falunak tetszett a város, itt-ott nagy kertekkel, másutt pedig ízléstelen építményekkel. Semmi komoly középület a múltból, és lakosaiban semmi hajlam a kultúrára — valahogy így összegeztem a benyomásaimat.”

– Ez is élet volt…, Dacia, Kolozsvár, 1977

A fenti idézet jelzi, hogy az ilyen bátor, hősiesnek is mondható megvalósítások értékét, súlyát csak a körülmények ismeretében értékelhetjük igazán.
Térségünkben a hasonló épületek, intézmények zöme a mostoha körülmények, államosítások, kisajátítások után elvesztették eredeti rendeltetésüket, szerepkörüket, a Szatmárnémeti Iparos Otthonnak máig sikerült ezt megőriznie. Nagyon sok országos, nemzetközi esemény zajlik itt, a fogorvosok országos konferenciájának, találkozójának ad helyet, nemzetközi sakkversenyt rendeztek ugyanitt. Ez itt sem volt az idők során egy magától értetődő, önműködő folyamat, de a városban mindig, minden körülmények között akadtak olyan polgárok, akik számára fontos volt az eredeti szerepkör, rendeltetés és minden lehetséges helyzetben, fórumon kiálltak e mellett.

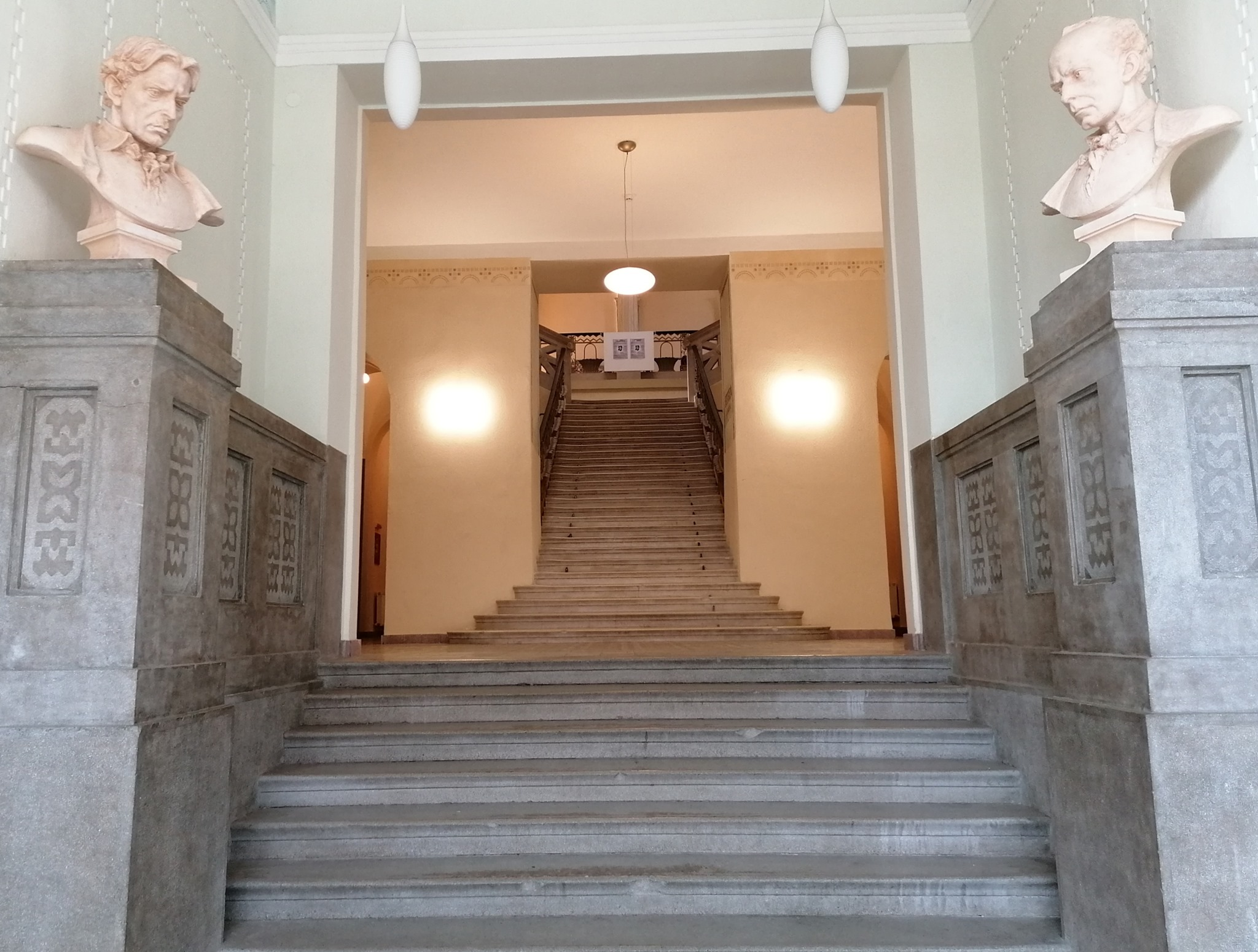
Az Iparos Otthon bejáratánál Bartók Béla és George Enescu szobra fogad

Az épület jelentőségét, fontosságát felismerő városgazdák az ezredforduló táján úgy döntöttek, hogy Bartók Béla és George Enescu itt tartott koncertjeire a a bejárat melletti falrészeken a művészeket ábrázoló bronz domborművekkel emlékeznek. Ezek rövid idő után eltűntek, de nem mentek végleg feledésbe. Ma a felújított épület előcsarnokában, a lépcsősor melletti oszlopokon, a bejárat közelében a két világhírű zenész mellszobra emlékeztet az eseményekre. 

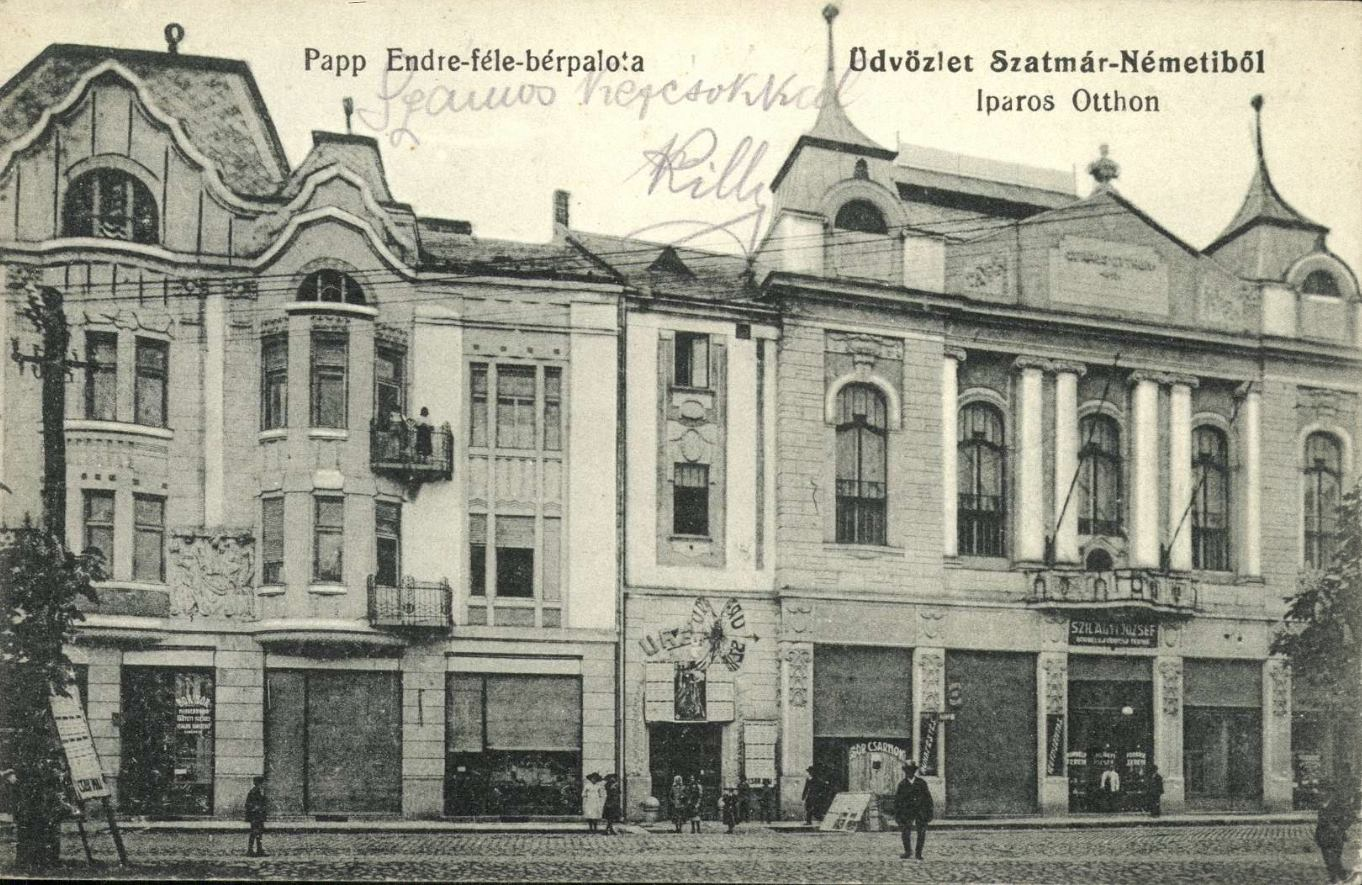
Korabeli képeslap az Iparos Otthonról